# جف یورک
جف یورک (انگلیسی: Jeff York؛ ‏ ۲۳ مارس ۱۹۱۲ – ۱۱ اکتبر ۱۹۹۵) بازیگر اهل ایالات متحده آمریکا بود.

## گزیده فیلم‌شناسی
- سانی (۱۹۴۱)
- آنان قابل چشم‌پوشی بودند (۱۹۴۵)
- پستچی همیشه دو بار زنگ می‌زند (۱۹۴۶)
- گوزن یک‌ساله (۱۹۴۶)
- ملقب به آقای توآی‌لایت (۱۹۴۶)
- سه تفنگدار (۱۹۴۸)
- سامسون و دلیله (۱۹۴۹)
- پدر عروس (۱۹۵۰)
- جنگل آسفالت (۱۹۵۰)
- دیوی کراکت